# Hulstina wrightiaria
Hulstina wrightiaria är en fjärilsart som beskrevs av George Duryea Hulst 1888. Hulstina wrightiaria ingår i släktet Hulstina och familjen mätare. Inga underarter finns listade i Catalogue of Life.